# Matoatoa
Genre
Matoatoa est un genre de geckos de la famille des Gekkonidae.

## Répartition
Les espèces de ce genre sont endémiques de Madagascar.

## Description
Ce sont des geckos diurnes et arboricoles.

## Liste des espèces
Selon The Reptile Database (15 octobre 2012) :
- Matoatoa brevipes (Mocquard, 1900)
- Matoatoa spannringi Nussbaum, Raxworthy & Pronk, 1998

## Étymologie
En malgache, le mot matoatoa veut dire spectre, fantôme.

## Publication originale
- Nussbaum, Raxworthy & Pronk, 1998 : The ghost geckos of Madagascar: a further revision of the Malagasy leaf-toed geckos (Reptilia, Squamata, Gekkonidae). Miscellaneous Publications Museum of Zoology University of Michigan, vol. 186, p. 1-26 (texte intégral).